# Furcifer verrucosus
Furcifer verrucosus este o specie de cameleoni din genul Furcifer, familia Chamaeleonidae, descrisă de Georges Cuvier în anul 1829.

## Subspecii
Această specie cuprinde următoarele subspecii:
- F. v. verrucosus
- F. v. semicristatus